# Булбулдерски поток
Булбулдерски поток је водоток који је некада текао данашњим градским подручјем Београда.
Извирао је са западне стране брда које ће касније бити прозвано Звездара, текао је правцем данашњих улица Димитрија Туцовића и Цвијићевом и уливао се у Дунав близу данашњег Дунавског пристаништа.
"Булбулдер“ потиче од турских речи и може се превести као „Славујева долина“, јер је тих птица изгледа било доста у овом крају. Булбулдер је такође један од београдских крајева, приближно на средини тока бившег потока, а ту се налази и крај и улица Славујев венац. Административно, долина потока до Рузвелтове улице припада општини Звездара (месне заједнице Звездара, Славујев Поток, Вуков споменик, Булбулдер), а остатак углавном општини Палилула.
У 18. веку, за време аустријске окупације (1717—1739), у овом крају се налазило излетиште, а могуће да је тако било и у ранијем периоду турске владавине (17. век) а и у ослобођеној Србији, у 19. веку. Такође је било и стамбених кућа. У турско доба, на Булбулдеру се вероватно налазила и једна текија - могуће да се ради о Субашиној бекташијској текији, коју помиње и Евлија Челебија, говорећи о београдским излетиштима.